# Šuej
Šuej (Shui), jedan od manjih tajskih naroda porijeklom od starog naroda Luoyue (Luo-yue, Luo Yue) nastanjen u provinciji Guizhou i Guangxiju, i na sjeveroistoku Yunnana u Kini (oko 400,000) i nešto u Vijetnamu. 
Šueji su veoma ponosni na svoju povijest, a prema kineskim izvorima njihovi preci Luoyue živjeli su   prije dinastije Han (206.-te godine prije Krista) na jugu Kine, a današnje ime usvojili su u vrijeme dinastije Ming (1368-1644). Šueji posjeduju vlastito pismo kojim se služe isključivo šamani i nije namijenjeno za javnu upotrebu. Većina znakova posuđena je iz kineskog jezika, a pišu ih unatrag.
Šueji su nastanjeni u kraju bogatom vodom. Bave se uzgojem riže koja je uz ribu njihova glavna hrana, a od riže proizvode i neku vrstu likera kojim će ponuditi gosta a daje se i za žrtvu mrtvim precima. Većina ih danas prakticira staru tradicionalnu animističku religiju, ostali su budisti. Šuej muškarci nose na sebi duge crne mantije i crne turbane. Kod žena se nošnja sastoji od plavih bluza bez ovratnika, crnih hlača i pregače. Kuće su prizemne ili jednokatne a u slučaja kad kuća ima kat prizemlje uvijek služi za držanje stoke, pasa i kokoši. Obitelj je monogamna, a brak se sklapa samo uz dogovor roditelja.

## Vanjske poveznice
- The shui ethnic minority